# Robert Wadlow

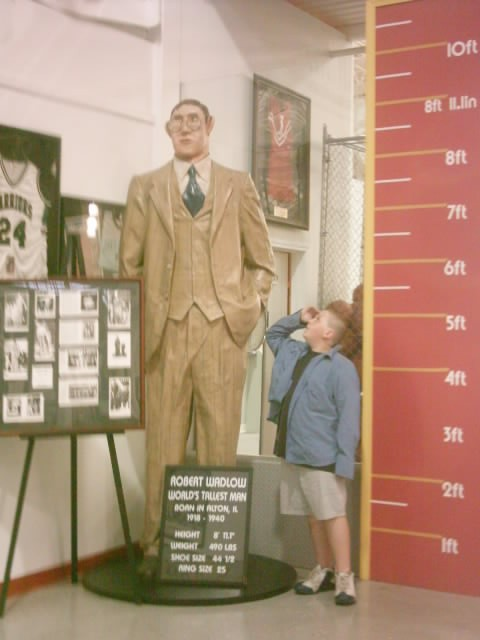
Statue von Robert Wadlow

Robert Pershing Wadlow (* 22. Februar 1918 in Alton, Illinois; † 15. Juli 1940 in Manistee Township, Manistee County, Michigan) war mit 2,72 Metern der größte Mensch in der Medizingeschichte, dessen Körpergröße sicher belegt worden war.

## Leben
Robert Pershing Wadlow war das erste von fünf Kindern von Addie und Harold Wadlow. Sein Geburtsgewicht betrug 3,79 Kilogramm. Seine Geschwister, zwei Schwestern (Helen und Betty) und zwei Brüder (Eugene und Harold Jr.), waren von normaler Körpergröße. Bereits im Alter von vier Jahren maß Robert 1,63 m, mit acht Jahren überragte er seinen Vater, der 1,82 m groß war. Mit zehn Jahren erreichte er schon 2,00 m und mit 13 waren es 2,24 m. Im Alter von 19 Jahren hatte er 2,65 m erreicht. Am Ende seines Lebens betrug seine Körpergröße 2,72 m; dabei wog er knapp 200 kg. Die Messung wurde 18 Tage vor seinem Tod an der medizinischen Fakultät der Washington University in St. Louis am 27. Juni 1940 vorgenommen.
Verantwortlich für das Wachstum war ein Hypophysenadenom, ein Tumor, der große Mengen an Wachstumshormonen ausschüttet. Durch das schnelle Wachstum wurden seine Knochen geschädigt und er musste Beinschienen zur Unterstützung tragen. Bald ging es Wadlow gesundheitlich schlecht. Weil Knochen und Bindegewebe zu schnell wuchsen, verstärkten sich die Gelenke. Sie klemmten Nerven ein und Taubheitsgefühl, Schmerzen und Kribbeln in Händen und Füßen waren ständiger Begleiter. Auf dem College war Wadlow mittlerweile 2,60 m groß und konnte nur noch kurze Strecken, gestützt auf einem Stock, laufen. Unterhalb der Knie hatte er kein Gefühl mehr in den Beinen. 
Eine zu eng ansitzende Bandage führte zu einer Entzündung. Da er kein Gefühl mehr in den Beinen hatte, bemerkte er die sich daraus entwickelnde Sepsis zu spät. Wadlow wurde mit über 41 Grad Fieber ins Krankenhaus eingeliefert. Er starb am 15. Juli 1940 im Alter von 22 Jahren trotz Notoperation und Bluttransfusion an dieser Infektion. Wadlow wurde in seiner Heimatstadt Alton in Illinois in einem 3,28 m langen Sarg begraben, der von zwölf Männern getragen wurde. An ihn erinnert eine lebensgroße Statue, die ebenfalls in Alton steht (▼).

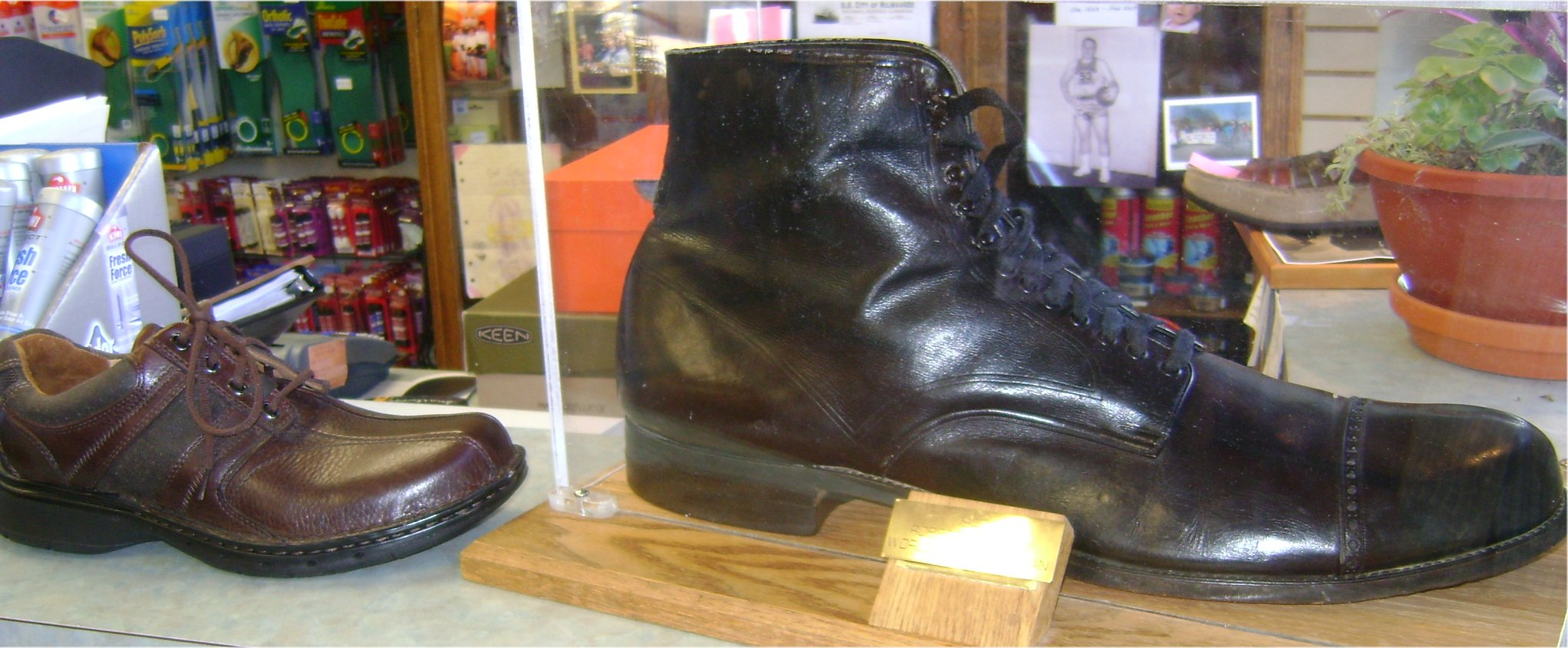
Originaler Schuh Wadlows

Als größter Mensch wurde er in das Guinness-Buch der Rekorde aufgenommen. Seine Armspannweite betrug 288 cm. Er hält außerdem den Rekord für die größten Hände (vom Handgelenk bis zur Spitze des Mittelfingers 32,3 cm) und für die größten Füße (47 cm), was der Schuhgröße 76 entspricht.
Seit seiner Jugend war Robert Wadlow ein aktives Mitglied im Bund der Freimaurer, er trat der freimaurerischen Jugendorganisation, dem De-Molay-Orden, bei und wurde 1939 in die Loge Franklin Lodge #25 in Alton aufgenommen. Im Jahre 1938 wandte er sich dem Film zu und ging nach Hollywood. Anfang 1939 hatte er einen Arzt, der ihn eine „Abnormität“ genannt hatte, auf 100.000 US-Dollar (entspricht heute ungefähr 2.300.000 US-Dollar) Schmerzensgeld verklagt.
Zeit seines Lebens hat er zu all den Vorwürfen, Mobbingversuchen und Anschuldigungen bezüglich seiner Größe immer gesagt: „Da steh ich drüber!“